# Biosimulation

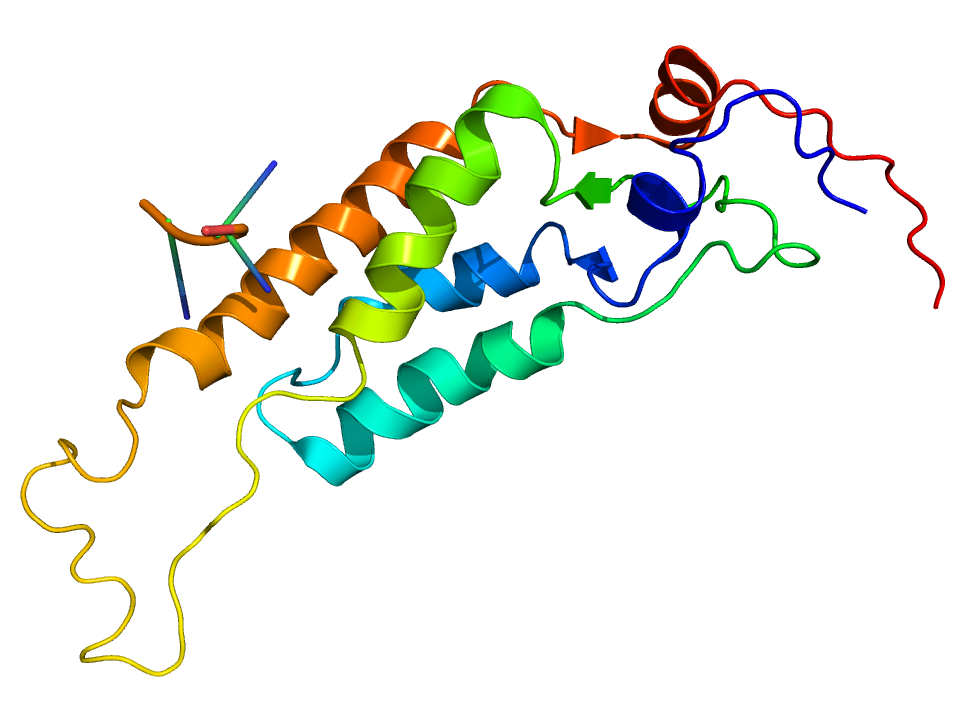
Biosimulation du virus TMV (Tobacco Mosaic Virus)

La biosimulation, également appelée modélisation par ordinateur, permet de tester des molécules dans le domaine de la pharmacologie en se passant d'une partie des essais cliniques.
Elle s'appuie sur une très grande quantité de données diverses pour construire un modèle dynamique de physiologie humaine.
Le principal avantage étant de réduire le temps et les coûts de développement.
La liste ci-dessous donnent quelques exemples de logiciels de bio-simulation :
- COPASI  (logiciel libre distribué sous "licence artistique")
- Metabolism PhysioLab (Entelos)
- GastroPlus et ADMEPredictor (Simulations-Plus)
- Pharsights computer assisted trial design
- RHEDDOS (Rhenovia Pharma SAS) (site web en français)
- VirtualToxLab
- Derek (Lhasa Limited)
- Simcyp  (site web en anglais)
- DS TOPKAT (accelrys)